# سيباستيان نادوت
سيباستيان نادوت (بالفرنسية: Sébastien Nadot) (مواليد 8 يوليو 1972 في فليورانس (جيرز))، هو مؤرخ وكاتب وسياسي فرنسي. تم انتخابه كعضو في الجمعية الوطنية الفرنسية عن حزب الجهورية إلى الأمام! في انتخابات عام 2017، ممثلاً الدائرة العاشرة لمقاطعة هوت غارون. في ديسمبر 2018، تم استبعاده من حزب الجمهورية إلى الأمام وذلك لتصويته ضد مشروع موازنة 2019. وفي مايو/أيّار2020، كان أحد الأعضاء السبعة عشر الأوليين في مجموعة التضامن والديمقراطية البيئية الجديدة في الجمعية الوطنية.
كان نادوت أستاذًا مشاركًا في التربية البدنية والرياضة، كما كان دكتورًا في التاريخ. كان عضوًا مشاركًا في EESC (المجلس الاقتصادي والاجتماعي والبيئي)، في قسم التوظيف والعمل، من ديسمبر 2015 إلى 18 يونيو 2017. وهو عضو في الجمعية البرلمانية للفرنكوفونية ‏. وعضو لجنة الشؤون الخارجية، بعد دعوة رسمية للحكومة في سؤال مكتوب، يعارض فيه بيع الأسلحة الفرنسية التي تستخدمها السعودية والإمارات لقصف السكان المدنيين في اليمن بشكل يومي. في مقابلة أجريت في برنامَج " Quotidien " بتاريخ 23 فبراير 2018 الذي قدمه يان بارثس، طلب بوضوح تعليق مبيعات الأسلحة إلى الدول العربية في الخليج العربي التي تستخدمها ضد السكان المدنيين، بما يتماشى مع قرار البرلمان الأوروبي. في 6 أبريل 2018، قدم طلبًا لفتح لجنة تحقيق إلى الجمعية الوطنية بشأن احترام الالتزامات الدولية لفرنسا فيما يتعلق بتراخيص تصدير الأسلحة في اليمن.  كما أنه منخرط بشكل كبير في قضية حقوق الإنسان في الكاميرون، مؤكدًا مخاطر اندلاع أعمال العنف في المنطقة الناطقة باللغة الإنجليزية والتي تذكرنا بالعملية التي أدت إلى الإبادة الجماعية في رواندا.
شارك في تنظيم ورئاسة الندوة الدولية «حوار بين الأعداء» "Dialoguer Entre Ennemis" في مايو 2021، والتي شارك فيها الحائز على جائزة نوبل 2018 دينيس موكويجي ، والرئيس السابق لشين فين جيري أدمز، والرئيس السابق للكنيست أفراهام بورغ وآخرين. كان الهدف من هذه الندوة هو بناء تبادلات بين الأعداء السابقين حول الحل السلمي للنزاعات. المناطق الجغرافية الخمس التي تم تناولها هي جمهورية الكونغو الديمقراطية وأيرلندا الشمالية وكولومبيا وإسرائيل وبلاد الباسك.

## الحياة المهنية والأكاديمية
قام نادوت بالتدريس في العديد من المؤسسات التعليمية الثانوية والجامعية ومركز التدريب المهني (مانت لا جولي، أورليانز، بورج، نيس، تولوز، العديد من مؤسسات غارون العليا). حائز على دكتوراه في التاريخ والحضارات من مدرسة الدراسات العليا في العلوم الاجتماعية (2009)، كما قام بتدريس التاريخ في جامعة أورليانز (1998-2003) وجامعة نيس (2005-2008). في 2015/2016، تابع إعدادًا في المدرسة الوطنية للإدارة في التعليم المستمر في معهد الدراسات السياسية في تولوز.
يركز عمله الأكاديمي على تاريخ الجسد والممارسات البدنية والتعليم. خلقت أطروحته وأعماله الأخيرة إمكانية التعامل مع الرياضة في تسلسلها الأنثروبولوجي، من اليونان القديمة وألعابها الأولمبية، إلى يومنا هذا. ترتبط ملامح الرياضة الحالية وتعقيدها إلى حد بعيد بالعلاقة القوية للممارسات البدنية مع وسائل الإعلام. على عكس عمل نوربيرت إلياس، الذي يربط ولادة الرياضة بتخفيض درجة العنف في الممارسة وظهور أخلاق معينة، فإن نظريته لا تتعارض مع بعض أفكار بيير دي كوبرتان الذي كتب عن فارس من العصور الوسطى أن «الشغف الرياضي يسيطر عليه، ويرفعه، ومن خلاله، سينتشر في جميع أنحاء أوروبا الغربية من ألمانيا وإسبانيا ومن إيطاليا إلى إنجلترا، وتعمل فرنسا كمحور مركزي للحركة»
مستوحى من أفكار جورج دوبي وإريك هوبسباوم، يركز عمله أيضًا على العِلاقة بين الرجال وأقاليمهم وعلى مفهوم الشبكات البشرية من خلال مثال «أوامر الفروسية» أو «رُسل السلاح» herlds of arms: بناء قانون رياضي السلوك يعود إلى ما قبل القرن الثامن عشر.
في أطروحته بعنوان «مبارزات وجذور ولا أسلحة في قشتالة وبورجوندي وفرنسا (1428-1470)» Jousts، Roots and No Weapons in Castile، Burgundy and France (1428-1470)، يوضح سيباستيان نادوت أن الرياضة كانت موجودة فعلًا في القرن الخامس عشر، وبالتالي، لم تولد الرياضة في فرنسا. القرن التاسع عشر في إنجلترا داخل البرجوازية.
تفتح هذه الرؤية التاريخية ثُغرة في مبنى تم بناؤه على أساس عمل نوربرت إلياس. بالإضافة أن هذه المساهمة في تعارض مع المعتقدات واسعة الانتشار (انظر حول هذا الموضوع أعمال توليف جورج فيجاريلو)، فقد أظهر أيضًا أن تنظيم الفروسية حول المسابقات الأوروبية يعمل كنظام في شبكة متقنة. يستحضر سيباستيان نادوت «شهمًا دوليًا»، يشترك في نفس الرموز، خاصة عند اقتراب البطولات والألعاب. تتجاوز هذه الأحداث الرياضية الحدود وتصاحبها قاعدة ثقافية مشتركة، تتمثل في اللباقة واللعب النزيه والشرف والولاء. يحاول جزء من الأطروحة إثبات أن الأحداث الرياضية في العصور الوسطى هي وسائل اتصال من الدرجة الأولى، وتشكيل مسبق للألعاب الأولمبية الحديثة. تظهر القضايا السياسية والدبلوماسية والمالية خلف أعظم مشهد في العصور الوسطى. الألعاب المتخصصة، سيباستيان نادوت مهتم أكثر بالظاهرة الرياضية، مفهوم الصراع (الجسدي أو اللفظي) وأيضًا «إحياء» العصور الوسطى في القرن الحادي والعشرين. كما أدى عمله في أوامر الفروسية، ورحلات الفرسان، ورسل الأسلحة إلى التفكير في الشبكات الاجتماعية في العصور الوسطى.
من ناحية أخرى، إذا لم تكن الرياضة قد ولدت مع الثورة الصناعية البريطانية داخل البرجوازية، فأن هذا يطرح تساؤلات حول جوهرها «الرأسمالي» وطبيعتها كحقل للنضالات الأيديولوجية.
انطلاقًا من نتائج تحقيقه في معارك الفروسية في العصور الوسطى، يقترح سيباستيان نادوت نظرية جديدة لتطور الرياضة. في كل عصر، كانت الطبقة الحاكمة تحاول من خلال الرياضة أن تفرض على الآخرين قيمها وما وراءها، وتفوقها. لذلك فإن الرياضة اليوم هي تعبير عن ليبرالية المحافظين الجدد. إن فكرة ولادتها (الرياضة) في أوائل القرن التاسع عشر كان بمنزلة تعبير عن الهيمنة الجديدة للبرجوازية. والاعتقاد بولادة الرياضة السابقة في إنجلترا في هذا الوقت سيكون مربكاً مع عملية زيادة الدمقرطة، لا سيما في الانفتاح التدريجي على النساء.

## الحياة السياسية
هو مرشح لانتخابات 2017 الرئاسية بدعم من الحركة التقدمية. كان ترشيحه في البداية ليكون جزءًا من الانتخابات التمهيدية للمواطنين لعام 2017، لكن السكرتير الأول للـحزب الاشتراكي جان كريستوف كامباديليس قيد شروط تقديم الترشيحات، مما جعل من المستحيل على سيباستيان نادوت الترشح للانتخابات.
في يناير 2017، نشر نادوت قصة سياسية بعنوان Reinette 2.0. يناقش في هذه الرواية العِلاقة بين الديمقراطية والإنترنت والشبكات الاجتماعية.
في فبراير 2017، واجه صعوبة في جمع 500 رعاية لازمة للترشح للانتخابات الرئاسية، أعلن انسحابه لدعم إيمانويل ماكرون شخصيًا وانضم إلى المجلس السياسي الجمهورية إلى الأمام!
تم اختيار نادوت من قبل حزب الجمهورية إلى الأمام! ليكون مرشحهم في الانتخابات التشريعية في الدائرة العاشرة منغارون العليا. انتخب بنسبة 60.7٪ من الأصوات في الجولة الثانية. وهو عضو في لجنة الشؤون الخارجية في البرلمان. بالإضافة إلى مهامه في اللجنة، فهو يرأس مجموعة الصداقة البرلمانية بين فرنسا وكيبيك.
في عام 2018، قدم نادوت و15 من الموقعين الآخرين طلبًا رسميًا للجنة تحقيق في شرعية مبيعات الأسلحة الفرنسية للتحالف الذي تقوده السعودية في اليمن، قبل أيام من زيارة رسمية لولي العهد السعودي الأمير محمد بن سلمان إلى باريس.
خلال نهاية عام 2020 وبداية عام 2021، دعم سيباستيان نادوت قضية البرلمانيين الكتالونيين المسجونين في إسبانيا. لقد دافع عن حقهم في تنفيذ تفويضهم البرلماني الأوروبي، حيث رفعت الحصانة البرلمانية عنهم. وسأل وزير الشؤون الخارجية الفرنسي والأوروبي جان إيف لودريان عن هذا الأمر، ورد الوزير بتأكيد دعمه لسيادة القانون الإسبانية وسلطة البرلمان الأوروبي في رفع الحصانة. زار السيد نادوت البرلمان الكتالوني من أجل إعادة تأكيد دعمه للبرلمانيين المسجونين.
في الخامس من مايو 2021، أصبح رئيسًا للجنة التحقيق البرلمانية التي تم إنشاؤها حديثًا بشأن الهجرة ونزوح السكان وظروف الحياة والوصول إلى القانون للمهاجرين واللاجئين وعديمي الجنسية فيما يتعلق بالتزامات فرنسا الوطنية والأوروبية والدولية. ويهدف إلى مواجهة تطبيق القانون المتعلق بقيم فرنسا ومبادئها والتزاماتها الدولية.
في 2 مارس 2022، أعلن أنه لن يخوض الانتخابات التشريعية الفرنسية لعام 2022.